# Lía Correa Morales
Lía Correa Morales de Yrurtia, (20 de fevereiro de 1893, Buenos Aires - 8 de outubro de 1975, Buenos Aires), foi uma destacada  pintora argentina.

## Biografia
Nasceu em Buenos Aires a 20 de fevereiro de 1893, era filha de Lucio Correia Morais e da cientista e educadora Elina González Acha.

## Carreira

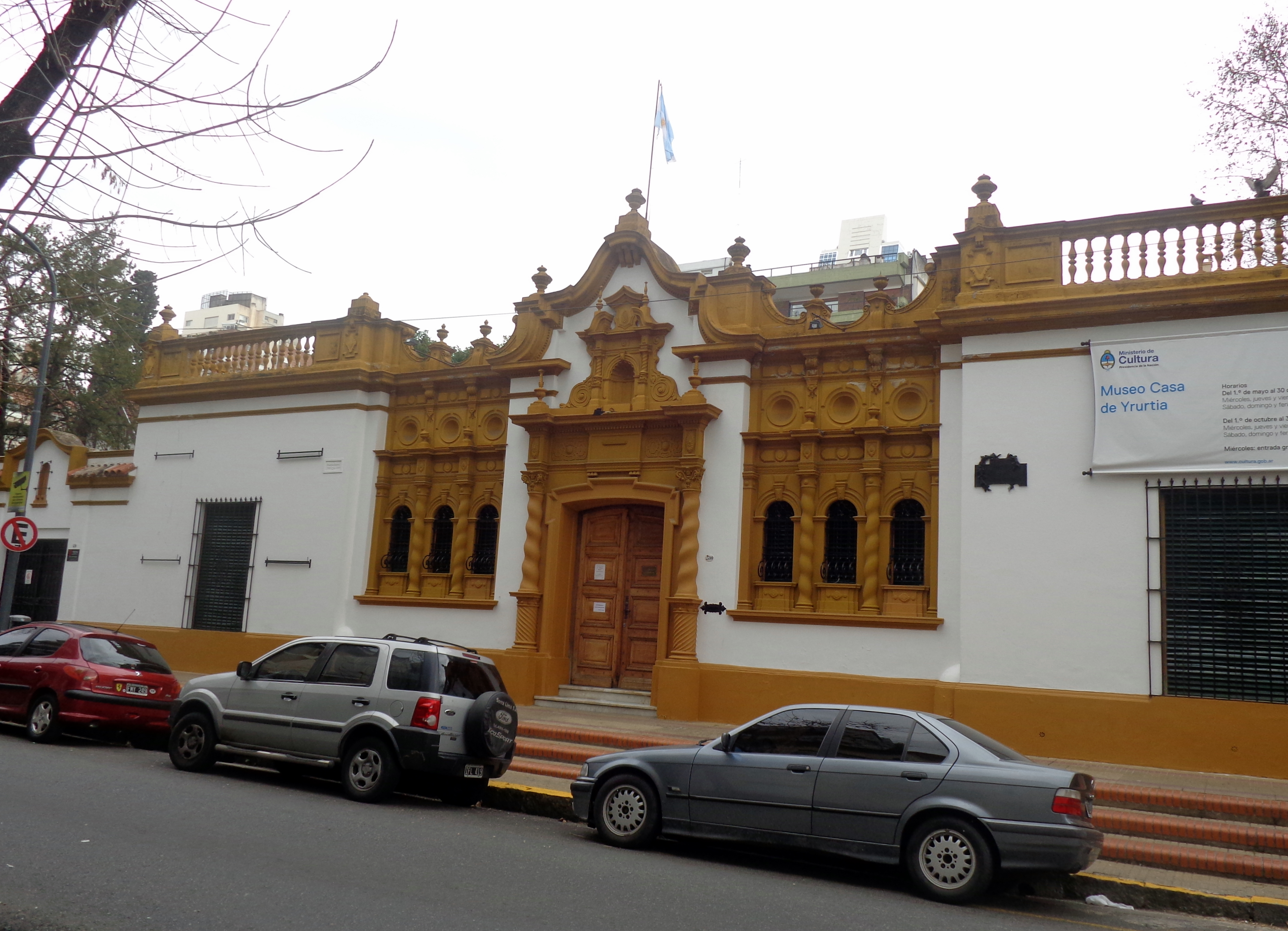
Museu Casa de Yrurtia

Trabalhou como professora de desenho na Escola Normal de Prof. Nº 1 “Roque Sáenz Peña” da cidade de Buenos Aires. Foi Professora do Curso Superior de Pintura da Academia Nacional de Belas Artes.[carece de fontes?]
Era membro da Associação da “Societé Nationale dês Beaux Arts” de Paris. Foi Directora do Museu Casa de Yrurtia, de 1950 até 1975.
Em 1924 obteve o Primeiro Prémio no Salão Nacional de Buenos Aires, o mais importante concurso do país.
Faleceu a 8 de outubro de 1975. 
A maior parte de sua obra aparece no Museu Casa de Yrurtia, ainda que também existem obras no Museu Nacional de Belas Artes.

## Prémios e reconhecimentos
- Prémio Salão Nacional 1924.
- Prémio Estímulo 1928.[carece de fontes?]
- Prémio Salão Santa Fé 1938. [carece de fontes?]